# Ian Hutchinson (Fußballspieler)
Ian Hutchinson (* 4. August 1948 in Derby; † 19. September 2002 in London) war ein englischer Fußballspieler.

## Leben und Karriere
Hutchinson begann seine Karriere in der Nähe seiner Geburtsstadt Derby beim niederklassigen Klub Burton Albion und über den Umweg Cambridge United wechselte er im Juli 1968 für eine Ablösesumme von 5.000 Pfund zum FC Chelsea. Der Engländer war ein großer und uneigennütziger Spieler und war bekannt für seine weiten Einwürfe. Sein Debüt für die „Blues“ gab er gegen Ipswich Town, wo er dank seiner Einwürfe gleich zwei Tore vorbereitete. Mit dem FC Chelsea gewann Hutchinson 1970 den FA Cup. Trotz starker Leistungen bei seinen Auftritten war Hutchinson auch bekannt für seine vielen Verletzungen. Er brach sich zweimal den Fuß, einmal den Arm und einmal den Zeh. Den Knieproblemen war auch geschuldet, dass er zum Sieg im Europapokal der Pokalsieger 1971 der Blues keinen Beitrag leisten konnte. In dieser Saison kam Hutchinson auf insgesamt nur vier Einsätze. Im Juli 1976 beendete er seine Karriere. Er spielte 144-mal für Chelsea und erzielte dabei 58 Tore. Im September 2002 starb Ian Hutchinson 54-jährig nach einer langen Krankheit.

## Erfolge
- 1 × englischer Pokalsieger mit dem FC Chelsea 1970